# 大烏瓦特湖
57°32′6″N 70°28′8″E / 57.53500°N 70.46889°E
大烏瓦特湖（俄语：Большой Уват），是俄羅斯的湖泊，位於該國南部秋明州，由瓦蓋區負責管轄，長25公里、寬10.5公里，面積179平方公里，海拔高度62米，平均水深1.8米，最大水深5米。